# 4520 Dovzhenko
4520 Dovzhenko este un asteroid din centura principală, descoperit pe 22 august 1977 de Nikolai Cernîh.